# Leila Barros
Leila Barros (* 30. September 1971 in Brasilia, DF) ist eine ehemalige brasilianische Volleyball- und Beachvolleyballspielerin und Politikerin (PSB). Zwischen 2015 und 2018 war sie Sportministerin des Bundesdistrikts Brasília.

## Sportliche Karriere Halle
Leila Barros begann als Fünfzehnjährige mit dem Hallen-Volleyball. 1994 wurde sie mit der brasilianischen Nationalmannschaft Vizeweltmeisterin. Den zweiten Platz erreichte die Brasilianerin auch mit ihrem Team beim World Grand Prix 1995. In den Jahren 1996 und 1998 bekam sie bei dieser Veranstaltung sogar die Goldmedaille und wurde als Most Valuable Player ausgezeichnet. 1999 reichte es noch einmal zur Silbermedaille und 2000 stand Leila Barros nach dem Gewinn der Bronzemedaille zum fünften Mal bei einem Grand Prix auf dem Treppchen. Die gleiche Farbe hatten auch die Medaillen bei den Olympischen Spielen 1996 in Atlanta und 2000 in Sydney.

## Sportliche Karriere Beach
Ihre Beachvolleyballkarriere startete Leila 2001. 2002 spielte sie mit Sandra Pires mehrere Turniere der FIVB World Tour. 2003 hieß die Partnerin Mônica Rodrigues und von 2004 bis 2007 bildeten Ana Paula Connelly und Leila Barros ein Team. Die beiden errangen bei der Weltmeisterschaft 2005 in Berlin den neunten Platz. Im nächsten Jahr gewannen die beiden Brasilianerinnen das FIVB-Turnier in Montreal, erreichten das Finale bei den Victoria Women’s Open in ihrem Heimatland und belegten dritte Plätze in Stavanger, Marseille und Paris. Nach diesen Erfolgen wurde Leila als Most Improved Player des Jahres 2006 ausgezeichnet. Nach einigen Top-Ten-Platzierungen 2007 mit Ana Paula beendete Leila Barros ihre Karriere 2008 mit ihrer ersten Partnerin Sandra Pires. Die beiden erreichten im letzten Turnier des Jahres in ihrem Heimatland mit dem 17. Rang noch einmal eine Hauptfeldplatzierung.

## Politik
Bei den Wahlen im Bundesdistrikt Brasília im Jahr 2014 kandidierte Barros für ein Mandat des Distriktparlaments für die Partei Partido Republicano Brasileiro. Zwischen 2015 und 2018 war sie Ministerin für Sport und Tourismus des Bundesdistriktes.
Bei den Wahlen in Brasilien 2018 kandidierte Barros als „Leila do Vólei“ (Volleyball-Leila) und erreichte mit 467.787 der gültigen Stimmen ein Mandat als Senatorin für die Partei Partido Socialista Brasileiro.

## Privates
Bei ihrer Mutter und bei ihrem Vater Francisco Alves de Barros wuchs Leila zusammen mit ihrem Bruder Marcelo auf. Sie spielte zunächst Handball in der Schule, bevor sie zum Volleyball wechselte. Leila ist verheiratet mit dem brasilianischen Olympiasieger und Weltmeister Emanuel Rego.